# 白濱顕貴
白濱 顕貴（しらはま けんき、ベトナム語: Bạch Tân Hiển Quý）は、16世紀末から17世紀初頭にかけての倭寇である。広南国が接触した最初の日本人の一人。
白濱は1585年に船5隻でベトナム沿岸に初めて到着し、海賊行為と沿岸地域の襲撃を開始した。最終的には、広南国の侯の六男が率いる少なくとも10隻の艦隊によって追い払われた。海賊船2隻が破壊されると、白濱は逃亡した。当時出会ったベトナム人に西洋人と間違えられたと言われている。
14年後の1599年に、白濱の船はトゥアンアン港の近くで難破した。地元の治安当局者は、白濱を海賊あるいは盗賊であると正しく考えて白濱を攻撃したが、白濱に殺された。その後、白濱は投獄され、阮潢が日本の新将軍徳川家康あてに、日本人船員について今後の対処法を尋ねる書簡を送った。これが両政府間の最初の公式の接触であり、数十年続く友好関係の始まりとなった。